# Mistrzostwa Świata w Lekkoatletyce 2009 – bieg na 400 m przez płotki mężczyzn

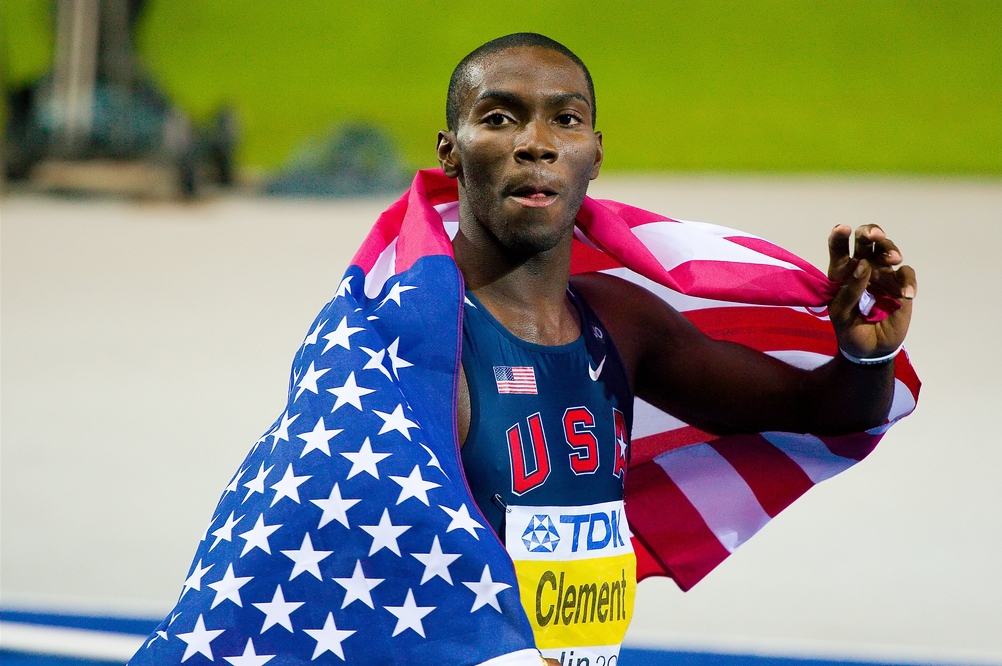
Mistrz świata Kerron Clement

Bieg na 400 m przez płotki mężczyzn – jedna z konkurencji rozegranych podczas 12. Mistrzostw Świata w Lekkoatletyce na Stadionie Olimpijskim w Berlinie.
Wymagane przez IAAF minimum kwalifikacyjne A do udziału w mistrzostwach wynosiło 49,25, natomiast minimum B 49,80 sekund. W tej konkurencji nie startował żaden reprezentant Polski.

## Terminarz
| Data        | Godzina | Runda      |
| ----------- | ------- | ---------- |
| 15 sierpnia | 20:20   | Eliminacje |
| 16 sierpnia | 20:15   | Półfinały  |
| 18 sierpnia | 20:50   | Finał      |

## Rezultaty
| Poz. – pozycja \| CR – rekord mistrzostw \| NR – rekord kraju \| PB – rekord życiowy \| DNS – nie wystartowała |
| SB – najlepszy wynik w sezonie \| AR – rekord kontynentu \| DSQ – dyskwalifikacja                              |
| |

### Eliminacje
Do zawodów przystąpiło 32 zawodników z 24 krajów. Biegacze zostali podzieleni na cztery grupy. Aby dostać się do półfinału, w którym startowało 16 zawodników, należało zająć w swym biegu eliminacyjnym jedno z pierwszych trzech miejsc (Q). Dodatkowo do kolejnej rundy mogło awansować czterech biegaczy legitymujących się najlepszymi rezultatami wśród przegranych (q). 
| Poz. | Bieg | Zawodnik               | Reprezentacja                | Czas    | Uwagi |
| ---- | ---- | ---------------------- | ---------------------------- | ------- | ----- |
| 1    | 3    | Kerron Clement         | Stany Zjednoczone            | 48,39   | Q     |
| 2    | 3    | Danny McFarlane        | Jamajka                      | 48,65   | Q     |
| 3    | 3    | Jehue Gordon           | Trynidad i Tobago            | 48,66   | Q, NR |
| 4    | 4    | David Greene           | Wielka Brytania              | 48,76   | Q     |
| 5    | 3    | Félix Sánchez          | Dominikana                   | 48,76   | q, SB |
| 6    | 1    | Isa Phillips           | Jamajka                      | 48,99   | Q     |
| 7    | 1    | Periklis Iakovakis     | Grecja                       | 49,12   | Q, SB |
| 8    | 2    | Javier Culson          | Portoryko                    | 49,27   | Q     |
| 9    | 3    | Omar Cisneros          | Kuba                         | 49,27   | q     |
| 10   | 2    | Bershawn Jackson       | Stany Zjednoczone            | 49,34   | Q     |
| 11   | 1    | Johnny Dutch           | Stany Zjednoczone            | 49,38   | Q     |
| 12   | 2    | Kazuaki Yoshida        | Japonia                      | 49,45   | Q, PB |
| 13   | 4    | L. J. van Zyl          | Południowa Afryka            | 49,48   | Q     |
| 14   | 1    | Andrés Silva           | Urugwaj                      | 49,51   | q, NR |
| 15   | 2    | Tristan Thomas         | Australia                    | 49,53   | q     |
| 16   | 1    | Kenji Narisako         | Japonia                      | 49,60   |       |
| 17   | 4    | Brendan Cole           | Australia                    | 49,63   | Q     |
| 18   | 4    | Angelo Taylor          | Stany Zjednoczone            | 49,64   |       |
| 19   | 3    | Michaël Bultheel       | Belgia                       | 49,67   | PB    |
| 20   | 4    | Fadil Bellaabouss      | Francja                      | 49,73   |       |
| 21   | 4    | Aleksandr Dieriewiagin | Rosja                        | 49,83   |       |
| 22   | 2    | Rhys Williams          | Wielka Brytania              | 49,88   |       |
| 23   | 1    | Stanisław Melnykow     | Ukraina                      | 50,41   |       |
| 24   | 1    | Mahau Sugimachi        | Brazylia                     | 51,05   |       |
| 25   | 1    | Jussi Heikkilä         | Finlandia                    | 51,42   |       |
| 26   | 2    | Ibrahima Maïga         | Mali                         | 51,70   |       |
| 27   | 3    | Jonathan Williams      | Belize                       | 52,41   |       |
| 99 ! | 2    | Josef Robertson        | Jamajka                      | 53,00 ! | DQ    |
| 99 ! | 2    | Héni Kechi             | Francja                      | 53,00 ! | DQ    |
| 99 ! | 3    | Joseph G. Abraham      | Indie                        | 53,00 ! | DQ    |
| 99 ! | 4    | Kurt Couto             | Mozambik                     | 53,00 ! | DQ    |
| 99 ! | 4    | Ali Obaid Shirook      | Zjednoczone Emiraty Arabskie | 53,00 ! | DNF   |

### Półfinał
Rozegrano dwa biegi półfinałowe. Awans do finału gwarantowało zajęcie pierwszych trzech pierwszych miejsc w swojej rundzie. Skład finału został uzupełniony o dwóch zawodników, którzy legitymowali się najlepszymi czasami wśród przegranych.
| Poz. | Bieg | Zawodnik           | Reprezentacja     | Czas  | Uwagi |
| ---- | ---- | ------------------ | ----------------- | ----- | ----- |
| 1    | 1    | Kerron Clement     | Stany Zjednoczone | 48,00 | Q, SB |
| 2    | 2    | Bershawn Jackson   | Stany Zjednoczone | 48,23 | Q     |
| 3    | 2    | David Greene       | Wielka Brytania   | 48,27 | Q, PB |
| 4    | 1    | Félix Sánchez      | Dominikana        | 48,34 | Q, SB |
| 5    | 1    | Javier Culson      | Portoryko         | 48,43 | Q     |
| 6    | 1    | Danny McFarlane    | Jamajka           | 48,49 | q     |
| 7    | 2    | Periklis Iakovakis | Grecja            | 48,73 | Q, SB |
| 8    | 1    | Jehue Gordon       | Trynidad i Tobago | 48,77 | q     |
| 9    | 1    | L. J. van Zyl      | Południowa Afryka | 48,80 |       |
| 10   | 2    | Isa Phillips       | Jamajka           | 48,93 |       |
| 11   | 2    | Omar Cisneros      | Kuba              | 49,21 |       |
| 12   | 2    | Johnny Dutch       | Stany Zjednoczone | 49,28 |       |
| 13   | 1    | Andrés Silva       | Urugwaj           | 49,34 | NR    |
| 14   | 2    | Tristan Thomas     | Australia         | 49,76 |       |
| 15   | 1    | Brendan Cole       | Australia         | 49,92 |       |
| 16   | 2    | Kazuaki Yoshida    | Japonia           | 50,34 |       |

### Finał

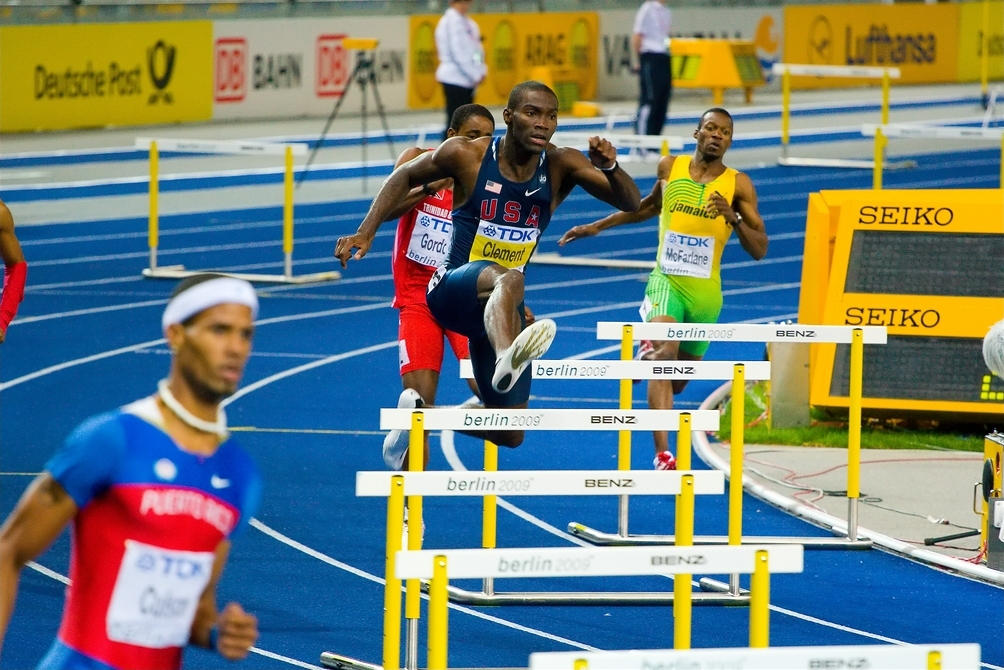
Bieg finałowy

| Poz. | Zawodnik           | Reprezentacja     | Czas  | Uwagi |
| ---- | ------------------ | ----------------- | ----- | ----- |
| 1    | Kerron Clement     | Stany Zjednoczone | 47,91 | WL    |
| 2    | Javier Culson      | Portoryko         | 48,09 | NR    |
| 3    | Bershawn Jackson   | Stany Zjednoczone | 48,23 |       |
| 4    | Jehue Gordon       | Trynidad i Tobago | 48,26 | NR    |
| 5    | Periklis Iakovakis | Grecja            | 48,42 | SB    |
| 6    | Danny McFarlane    | Jamajka           | 48,65 |       |
| 7    | David Greene       | Wielka Brytania   | 48,68 |       |
| 8    | Félix Sánchez      | Dominikana        | 50,11 |       |